# Karol Wyrwicz-Wichrowski
Karol Stefan Witold Wyrwicz-Wichrowski (ur. 1 sierpnia 1897 w Warszawie, zm. 7 lipca 1943 w Wilnie) – polski aktor i reżyser teatralny.

## Życiorys
Ukończył naukę w Szkole Dramatycznej w Warszawie. Od 1920 roku występował w warszawskim teatrach Rozmaitości i Letnim. W latach 1921–1934 grał w wileńskich teatrach: Polskim, Powszechnym, Teatrach Miejskich i Reducie. Okazjonalnie występował w Grodnie (1926) oraz w warszawskim Teatrze Elizjum (1931). W latach 1934–1935 grał w Teatrze im. Juliusza Słowackiego w Krakowie, następnie zaś od 1935, głównie w Teatrze Lutnia w Wilnie, gdzie po wybuchu II wojny światowej został kierownikiem, a także w polskim Teatrze Muzycznym w Wilnie. Po zamknięciu teatrów w 1941 pracował dorywczo w fabryce skór „Kailis”.
Grał głównie w komediach i operetkach, grał m.in.: Albina („Śluby panieńskie”), Bajdalskiego („Pan Damazy”), Dulskiego („Moralność pani Dulskiej”), Higginsa („Pigmalion”), Krasickiego („Wielki Fryderyk”), Malvolia („Wieczór Trzech Króli”), Osborne’a („Kres wędrówki”) i Pagatowicza („Grube ryby”). W operetkach występował jako m.in.: Floridor („Nitouche”) i Menelaus („Piękna Helena”). Ponadto grał w recitalach i audycjach radiowych. W teatrach wileńskich reżyserował liczne operetki i komedie, w tym m.in.: „Krakowiacy i Górale”, „Miłość czuwa” i „Pigmalion”.

### Życie prywatne
Był synem Marcina Wyrwicza i Cecylii z domu Simon. Jego żoną była aktorka Danuta Lubowska (1905–1976). Początkowo używał nazwiska Wyrwicz, a od 1924 nazwiska Wyrwicz-Wichrowski.
11 maja 1943 został aresztowany przez Niemców, za nielegalny handel skórami. W toku śledztwa odkryto jego żydowskie pochodzenie. Zginął rozstrzelany podczas egzekucji w Ponarach. Został pochowany w części prawosławnej Starego Cmentarza w Łodzi.